# Die drei Lebensalter der Frau
Die drei Lebensalter der Frau ist ein Gemälde aus dem Jahr 1905 von Gustav Klimt, das den Kreislauf des Lebens symbolisiert. Klimt war ein österreichischer Maler des Symbolismus und Mitglied der Wiener Secession.

## Provenienz
Das Bild wurde auf der Biennale in Venedig 1910 in einem eigenen Klimt-Saal ausgestellt. 1911 wurde es in Rom in einer Ausstellung im Rahmen der Fünfzigjahr-Feier der Einigung Italiens gezeigt und 1912 vom Italienischen Staat für die Galleria Nazionale d’Arte Moderna erworben.
In italienischen Sammlungen finden sich insgesamt nur drei Klimt-Gemälde. In Venedig, in der Ca’ Pesaro, hängt Judith II und in Piacenza, in der Galleria d’arte moderna Ricci Oddi, das Bildnis einer Frau.

## Beschreibung
Die Arbeit zeigt drei weibliche Figuren unterschiedlichen Alters, die zentral im Gemälde angeordnet sind. Während die Figuren im Vordergrund dreidimensional gestaltet sind, ist der Hintergrund flächig und plakativ gehalten. Farblich lässt sich das Gemälde als eine kontrastreiche Kombination aus kühlen und warmen sowie entsättigten und gesättigten Farben beschreiben. Die kontrastierenden Farbtöne sind klar den dargestellten Figuren zugeordnet. Die beiden jüngeren weiblichen Personen werden dynamisch von kühlen Farben wie Blau und Türkis umspielt. Die ältere Figur hingegen ist von warmen Orange-, Braun- und Rottönen umgeben, die in einer statischeren Form erscheinen, und sie verdeckt die anderen Frauen teilweise.
Die jüngste Figur, ein Kind, wird von der jungen Frau gehalten, die ihre Mutter zu sein scheint. Ein blauer Stoff ist um die Beine der beiden drapiert. Sie berühren sich und haben die Augen geschlossen. Die Mutter trägt Blumen im Haar, die den Frühling symbolisieren. Ihr Haar ist hell und voluminös – im Gegensatz zur alten Frau, deren Kopf nach unten geneigt und abgewandt ist. Ihre Hand hält sie an den Kopf. Die Folgen des Alters sind offensichtlich: Sie hat schlaffe Haut, einen aufgeblähten Bauch und hervortretende Venen. Zudem sind bei ihr auch beide Füße zu sehen.

## Technische Details
Das Gemälde wurde mit Ölfarben auf eine Leinwand gemalt. Es ist quadratisch und hat eine Seitenlänge von 180 Zentimetern. Es ist pastos gemalt, eine von Klimt
bevorzugte Malweise. Das Bild stammt aus der sogenannten Goldenen Periode von Klimt, in der auch Der Kuss und die Goldene Adele entstanden sind. In dieser Zeit verwendete er Gold- und Metalliclacke und in den Bildern sind viele Ornamente zu sehen.  Das Gemälde wird in der Galleria Nazionale d’Arte Moderna in Rom aufbewahrt.